# Shinkiro
Toshiaki Mori (né le 14 décembre 1962), plus connu sous le pseudonyme de Shinkiro (森気楼, Shinkirō), est un illustrateur et artiste conceptuel japonais actuellement employé par SNK et Capcom.
Avant de rejoindre Capcom, Shinkiro a été employé par SNK, où il a fourni les concepts de personnages et les illustrations de couverture pour les jeux Neo-Geo MVS et Neo-Geo AES, il a notamment illustré les jeux issus des séries The King of Fighters et Metal Slug, jusqu'à ce qu'il soit licencié en 2000 lors de la faillite de SNK.
Chez Capcom, Shinkiro a fait plusieurs illustrations de couverture et des concepts de personnages pour des jeux de la firme, notamment Bionic Commando Rearmed, Dino Stalker, Final Fight One, Capcom Fighting Jam, Resident Evil: Dead Aim, la version Game Boy Advance de Super Ghouls'n Ghosts et dernièrement Dead Rising. Il a aussi fait des couvertures pour des comics américains comme Spider-Man et l'adaptation de Street Fighter.
Ses techniques sont bien connues parmi ses fans en raison de l'utilisation de hachures et d'un éclairage qui donnent un aspect réaliste à ses illustrations ainsi qu'au niveau des regards et dans l'aspect général de ses personnages.